# Каньештруш
Каньештруш (порт.  Canhestros) - фрегезия (район) в муниципалитете Феррейра-ду-Алентежу округа Бежа в Португалии. Территория – 60,33 км². Население – 541 жителей. Плотность населения – 9 чел/км².